# Mîslova, Volociîsk
Mîslova (în ucraineană Мислова) este un sat în comuna Kopacivka din raionul Volociîsk, regiunea Hmelnîțkîi, Ucraina.
Localitatea face parte din regiunea istorică Volânia, iar după tratatul de pace de la Riga din 1921 a devenit parte a Uniunii Sovietice.

## Demografie
Componența lingvistică a localității Mîslova
     Ucraineană (98,9%)
     Rusă (1,1%)
Conform recensământului din 2001, majoritatea populației localității Mîslova era vorbitoare de ucraineană (98,9%), existând în minoritate și vorbitori de rusă (1,1%).